# Cyclocross Gieten 2013
De 37e editie van de Cyclocross Gieten (Memorial Radomir Simunek) in Gieten werd gehouden op zondag 24 november 2013. De wedstrijd maakte deel uit van de Superprestige veldrijden 2013-2014. De titelverdediger was de Belg Klaas Vantornout. Dit jaar won Niels Albert.

## Mannen elite

### Uitslag
| Plaats | Naam              | Ploeg                     | Tijd     |
| ------ | ----------------- | ------------------------- | -------- |
| 1      | Niels Albert      | BKCP-Powerplus            | 1u01'35" |
| 2      | Lars van der Haar | Rabobank Development Team | + 15"    |
| 3      | Tom Meeusen       | Telenet-Fidea             | z.t.     |
| 4      | Philipp Walsleben | BKCP-Powerplus            | z.t.     |
| 5      | Marcel Meisen     | KwadrO-Stannah            | + 30"    |
| 6      | Kevin Pauwels     | Sunweb-Napoleon Games     | + 36"    |
| 7      | Martin Bína       | KwadrO-Stannah            | z.t.     |
| 8      | Bart Aernouts     | AA Drink                  | z.t.     |
| 9      | Klaas Vantornout  | Sunweb-Napoleon Games     | z.t.     |
| 10     | Rob Peeters       | Telenet-Fidea             | z.t.     |

| Pos. | Punten |
| ---- | ------ |
| 1    | 80     |
| 2    | 60     |
| 3    | 40     |
| 4    | 30     |
| 5    | 25     |
| 6    | 20     |
| 7    | 17     |
| 8    | 15     |
| 9    | 12     |
| 10   | 10     |
| 11   | 8      |
| 12   | 5      |
| 13   | 4      |
| 14   | 2      |
| 15   | 1      |

1976 ·
1977 ·
1978 ·
1979 ·
1980 ·
1981 ·
1982 ·
1983 ·
1984 ·
1985 ·
1986 ·
1987 ·
1988 ·
1989 ·
1990 ·
1991 ·
1992 ·
1993 ·
1994 ·
1995 ·
1996 ·
1997 ·
1998 ·
1999 ·
2000 ·
2001 ·
2002 ·
2003 ·
2004 ·
2005 ·
2006 ·
2007 ·
2008 ·
2009 ·
2010 ·
2011 ·
2012 ·
2013 ·
2014 ·
2015 ·
2016 ·
2017 ·
2018 ·
2019 ·
2020 ·
2021
 Cyclocross Ruddervoorde · 
 Cyclocross Zonhoven · 
 Bollekescross · 
 Cyclocross Asper-Gavere · 
 Cyclocross Gieten · 
 Cyclocross Diegem · 
 Vlaamse Aardbeiencross · 
 Noordzeecross